# A Gault Millau étteremkalauz magyarországi élmezőnye (2010)

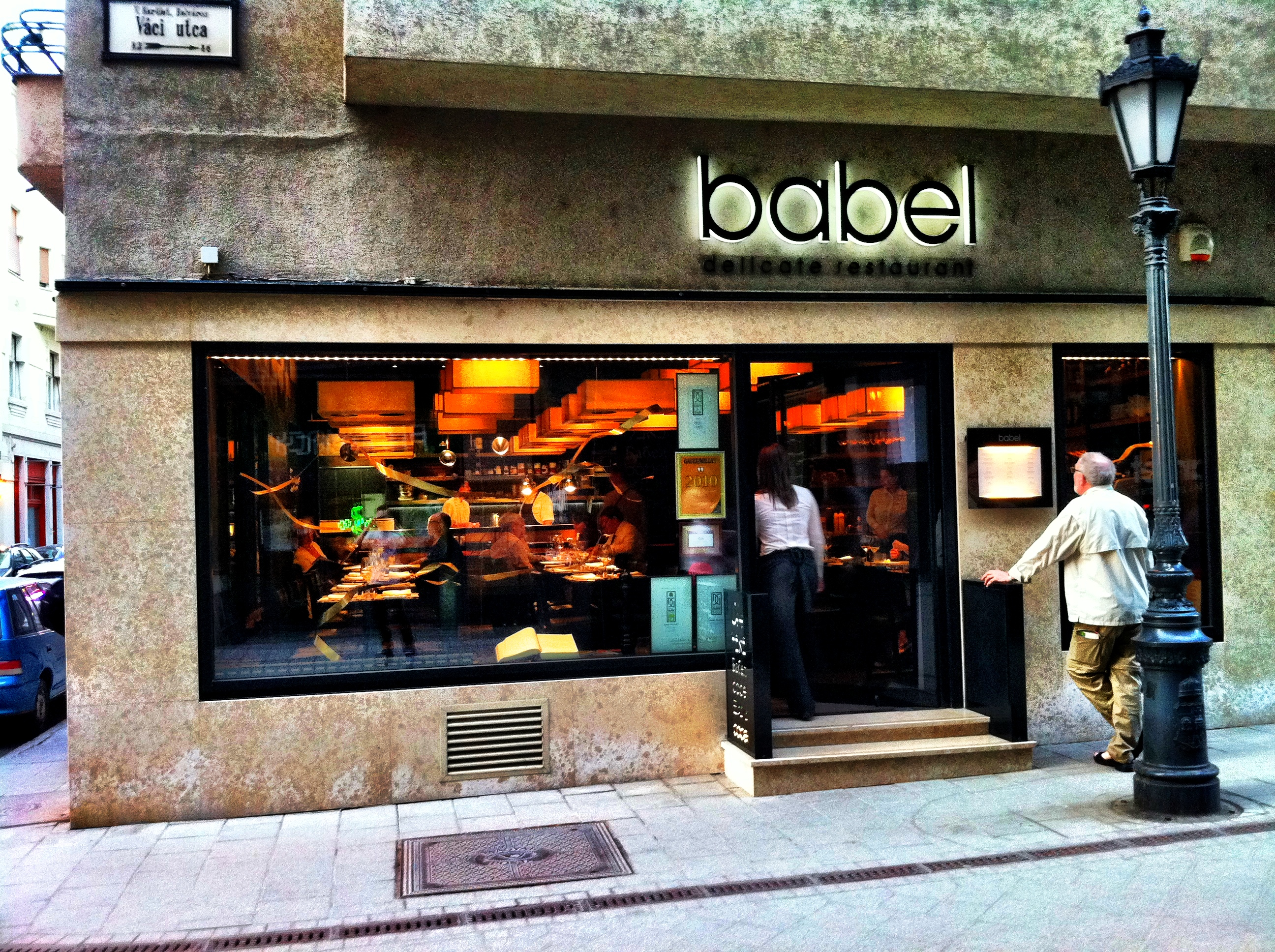
Babel Delicate Restaurant

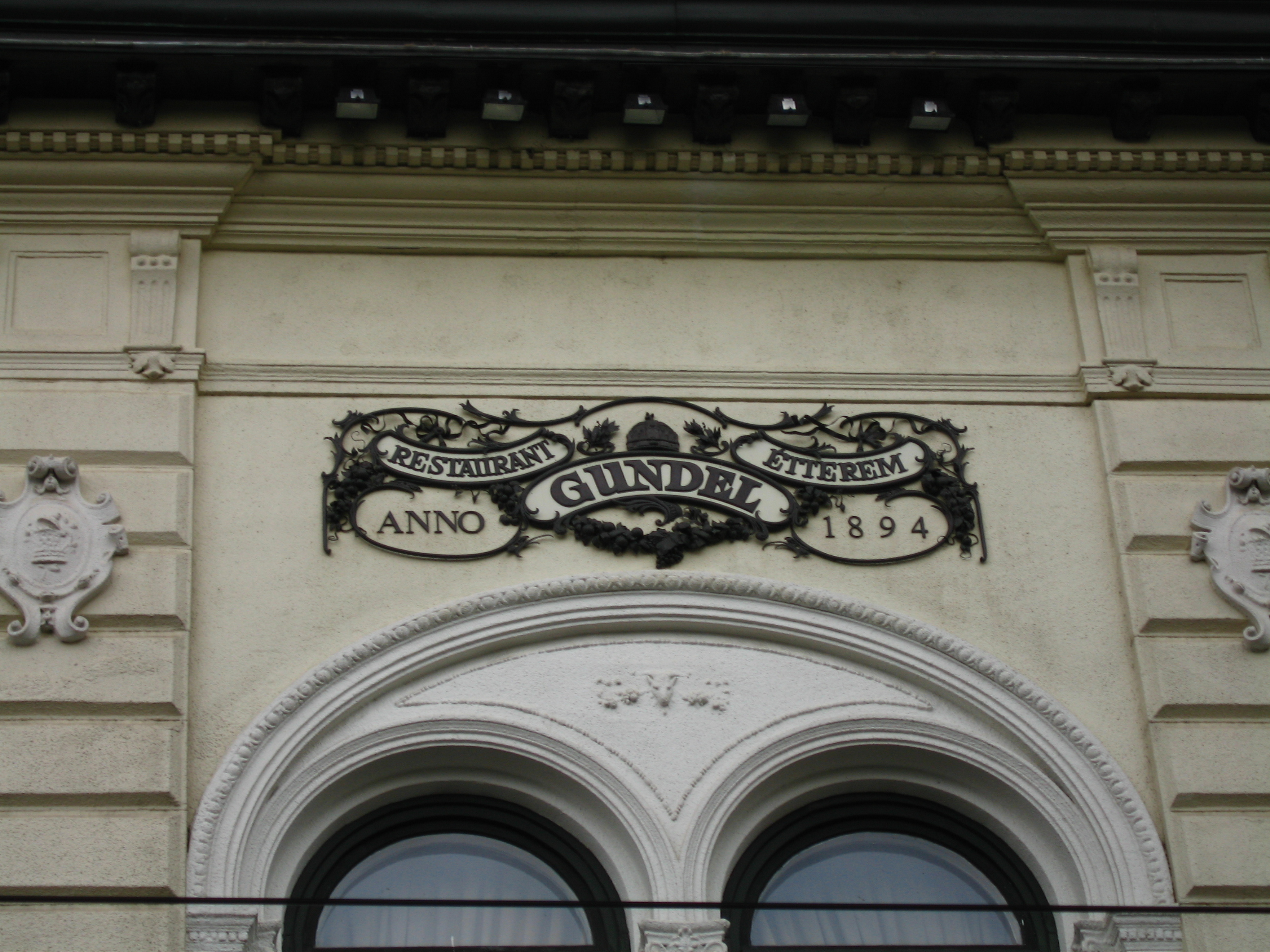
Gundel étterem

Ez a lista a Gault Millau Étteremkalauz étteremtesztjének 2010-es élmezőnyét tartalmazza. A Gault Millau Ausztria  20 pontos rendszerben értékeli a tesztelt éttermeket, melyek közül az élmezőnybe a legalább 11 pontot elért éttermek tartoznak. Nagyjából 16 pont felel meg az egy Michelin-csillagos színvonalnak.
A 2010-es élmezőnybe a következő éttermek tartoznak:
| Étterem                    | Város    | Pont |
| -------------------------- | -------- | ---- |
| Bábel Delicate Restaurant  | Budapest | 15   |
| Fausto's Étterem           | Budapest | 15   |
| Alabárdos Étterem          | Budapest | 14   |
| Arany Kaviár               | Budapest | 14   |
| Múzeum Kávéház és Étterem  | Budapest | 14   |
| Baraka Restaurant & Lounge | Budapest | 13   |
| Bock Bisztró               | Budapest | 13   |
| Csalogány26 Vendéglő       | Budapest | 13   |
| Donatella's Kitchen        | Budapest | 13   |
| Gundel étterem             | Budapest | 13   |
| Robinson Étterem           | Budapest | 12,5 |
| Kárpátia Étterem           | Budapest | 12   |